# Victoria—Carleton (circonscription fédérale)
Victoria—Carleton était une circonscription électorale fédérale du Nouveau-Brunswick, Canada, dont le représentant a siégé à la Chambre des communes de 1914 à 1966.

## Histoire
Cette circonscription a été créée par en 1914 par la fusion des circonscriptions de Victoria et Carleton. Elle a été abolie en 1966 et répartie entre les circonscriptions de Carleton—Charlotte et Madawaska—Victoria.

## Liste des députés successifs
Cette circonscription fut représentée par les députés suivants :
|  | Législature | Date élection     | Député                      | Profession  | Parti                     |
|  | ----------- | ----------------- | --------------------------- | ----------- | ------------------------- |
|  | 13e         | 17 décembre 1917  | Frank Broadstreet Carvell   | Avocat      | Unioniste                 |
|  | ¹           | 17 octobre 1919   | Thomas Wakem Caldwell       | Agriculteur | United Farmers            |
|  | 14e         | 6 décembre 1921   | Thomas Wakem Caldwell       | Agriculteur | Progressiste              |
|  | 15e         | 29 octobre 1925   | James Kidd Flemming         | Marchand    | Conservateur              |
|  | 16e         | 14 septembre 1926 | James Kidd Flemming         | Marchand    | Conservateur              |
|  | ²           | 16 juin 1927      | Albion Roudolph Foster      | Agriculteur | Libéral                   |
|  | 17e         | 28 juillet 1930   | Benjamin Franklin Smith     | Marchand    | Conservateur              |
|  | 18e         | 14 octobre 1935   | James Edward Jack Patterson | Agriculteur | Libéral                   |
|  | 19e         | 26 mars 1940      | Heber Harold Hatfield       | Marchand    | Gouvernement national     |
|  | 20e         | 11 juin 1945      | Heber Harold Hatfield       | Marchand    | Progressiste-conservateur |
|  | 21e         | 27 juin 1949      | Heber Harold Hatfield       | Marchand    | Progressiste-conservateur |
|  | ³           | 26 mai 1952       | Gage Montgomery             | Avocat      | Progressiste-conservateur |
|  | 22e         | 10 août 1953      | Gage Montgomery             | Avocat      | Progressiste-conservateur |
|  | 23e         | 10 juin 1957      | Gage Montgomery             | Avocat      | Progressiste-conservateur |
|  | 24e         | 31 mars 1958      | Gage Montgomery             | Avocat      | Progressiste-conservateur |
|  | 25e         | 18 juin 1962      | Hugh John Flemming          | Marchand    | Progressiste-conservateur |
|  | 26e         | 8 avril 1963      | Hugh John Flemming          | Marchand    | Progressiste-conservateur |
|  | 27e         | 8 novembre 1965   | Hugh John Flemming          | Marchand    | Progressiste-conservateur |

¹ Élection partielle à la suite de la nomination de M. Carvell au poste de président de la Commission des chemins de fer
² Election partielle à la suite du décès de M. Flemming
³ Election partielle à la suite du décès de M. Hatfield